# Shaman King
Shaman King (シャーマンキング?, Shāman Kingu) è un manga shōnen di Hiroyuki Takei serializzato sulla rivista settimanale Weekly Shōnen Jump, edita da Shūeisha, dal 30 giugno 1998 al 30 agosto 2004. In seguito i vari capitoli sono stati raccolti in 32 tankōbon pubblicati dal 3 dicembre 1998 al 5 gennaio 2005. Nel 2017, la casa editrice Kōdansha ha acquistato i diritti della serie e l'ha rilanciata, pubblicando digitalmente (dal 2018) e successivamente su supporto cartaceo (da giugno 2020) i 35 tankōbon che ne raccolgono l'edizione definitiva.
Il manga è stato adattato in due serie televisive anime e tre speciali che fungono da episodi riassuntivi.

## Trama
Yoh Asakura è il discendente di un'antichissima famiglia di sciamani. Fin da piccolo è in grado di vedere gli spiriti e, anziché ignorarli o essere spaventato da loro, tende sempre a farci amicizia. Il suo desiderio più grande è vivere in tranquillità.
La storia si apre a Tokyo, dove il ragazzino sciamano inizia a frequentare la scuola insieme a Manta Oyamada, che, incontrato in un cimitero, scopre le sue abilità di intermediario con gli spiriti e diviene un suo migliore amico. Yoh si trova a Tokyo per partecipare allo Shaman Fight, ossia un torneo tra sciamani che si svolge ogni 500 anni per eleggere lo Shaman King, il messia che trasforma la grande distruzione di questo mondo in una grande rigenerazione, unendosi al Grande Spirito e diventando il più potente sciamano sulla terra.
L'abilità di uno sciamano consiste nel riuscire a controllare gli spiriti, a potersi fondere con loro (come una vera e propria possessione) e quindi a ricevere le loro abilità finché dura la possessione e in seguito a fondere gli spiriti nei "veicoli" (la katana di Yoh ad esempio) più consoni alla natura del fantasma, in modo da poter sfruttare al massimo il potere dello spirito.
Yoh incontrerà Amidamaru, lo spirito di un samurai potentissimo vissuto 600 anni prima e morto dopo il tradimento del proprio padrone che lo ha mandato a morte. Restio all'inizio a unirsi a Yoh, in seguito lo spadaccino diventerà uno dei personaggi inseparabili del protagonista.
Ren Tao, discendente anch'egli di un'antichissima famiglia di sciamani, sarà il suo più grande rivale. Un cambio significativo avviene quando la famiglia Asakura viene a sapere che al torneo parteciperà anche la reincarnazione di Hao Asakura, vissuto più di 1000 anni prima, e colui che ha reso gli Asakura la famiglia sciamanica più potente del Giappone, e divenuto all'epoca il più potente sciamano esistito. Dopo essere stato sconfitto e ucciso, Hao si è reincarnato nel grembo della madre di Yoh ed è quindi, al tempo del protagonista, il suo fratello gemello. Hao è malvagio, e vuole diventare Shaman King per costruire un regno sciamanico sulla terra eliminando gli esseri umani. Compito di Yoh e del suo gruppo sarà quindi di battere Hao. Dopo la presentazione dei vari personaggi della vicenda, la maggior parte dei numeri della collana è incentrata sui preliminari dello Shaman Fight e sullo svolgimento della prima parte del torneo.
Proprio negli ultimi numeri lo Shaman Fight verrà interrotto, in quanto il gruppo del protagonista, nonostante gli allenamenti, non è in grado nemmeno lontanamente di sconfiggere Hao (il valore del suo Furyoku, cioè la forza sciamanica, è di 1.250.000, mentre quello di Yoh alla fine ne è circa un decimo). Hao quindi verrà incoronato Shaman King. L'incoronazione, insieme all'assimilazione al Grande Spirito, è preceduta da alcune ore di letargo, nelle quali il futuro re è assolutamente indifeso; Yoh e gli altri tenteranno di uccidere Hao in questo lasso di tempo, ma per farlo dovranno combattere contro i Pache, una tribù indiana che organizza il torneo. Gli scontri comportano notevoli perdite, e arrivati all'ultimo plant scoprono la vera natura della tecnologia pache: un alieno giunto sulla terra condivise con loro la sua tecnologia dando origine a strumenti come l'Oracle Bell.
Hao si risveglia finalmente come Shaman King, assorbendo le anime di Yoh, dei suoi compagni e dei Pache. Dopo aver affrontato i cinque spiriti della natura, è decisamente in vantaggio, ma l'avvento di Manta e di tutti gli altri personaggi apparsi nel manga farà dubitare il suo cuore; la coraggiosa Anna Kyoyama gli porta l'anima della madre, che lo rimprovererà e lo spingerà a chiedere scusa a tutti.

### Le Terme di Funbari
Non è chiaro se i protagonisti siano riusciti a sconfiggere realmente Hao. Diversi anni dopo Hana (il figlio di Yoh e di Anna), assieme a Ryu, che è al servizio della famiglia Asakura, deve liberare Chocolove dalla prigione e andare a richiamare tutti i guerrieri leggendari che hanno partecipato alla fase finale dello Shaman Fight. Tutto rimane ancora irrisolto, considerando anche il fatto che Hana non conosce i suoi veri genitori, essendo convinto che Tamao sia sua madre.
Poi però i guerrieri leggendari si riuniscono. Dapprima Horo Horo, Lyserg e Chocolove, che vogliono incontrarsi con Yoh, rivedono Ren, che con loro grande sorpresa tiene in braccio suo figlio Men. Si trovano poi ad attendere insieme il protagonista, che è ancora all'aeroporto, dove si è perso insieme ad Anna. Yoh torna a casa, e trova Ren e gli altri. Finalmente il piccolo Hana vede suo padre: Yoh incontra il figlio e, nel luogo dove Manta e Yoh si incontrarono per la prima volta, Hao, rimasto ragazzo, guarda la scena insieme a Matamune.

## Personaggi
Yoh Asakura (麻倉 葉?, Asakura Yō)
Doppiato da: Yūko Satō (serie 2001), Yōko Hikasa (serie 2021) (ed. giapponese), Simone D'Andrea (serie 2001), Tommaso Zalone (serie 2021) (ed. italiana)
Protagonista della storia, è un giovane quattordicenne semplice, amante della tranquillità. Nato in un'antica e potente stirpe di sciamani giapponesi, è in grado di vedere e controllare gli spiriti. Le sue agilità e prontezza di riflessi sono superiori a quelle di un normale essere umano. In combattimento, il ragazzino è generalmente affiancato da Amidamaru, che diventa il suo spirito custode. Nel primo scontro con Ryu, usa, come arma, la Sotoba, una listella di legno su cui sono incise scritture sacre, solitamente posta dietro le pietre tombali. In seguito, l'Harusame, ossia la katana anticamente forgiata da Mosuke per Amidamaru, migliore amico dello spirito, custodita nell'archivio storico di Fumbarigaoka; Yoh la combina con la Futsuno Mitama no Tsurugi, che ha l'aspetto di una spada di roccia ma è leggerissima.
Nel corso degli eventi, Yoh scopre dal padre che Hao, l'antagonista principale della storia, è suo fratello gemello. Il malvagio vuole impossessarsi della sua anima per catturare lo Spirit King.
Yoh è nato il 12 maggio ed è del segno zodiacale del Toro. Il suo gruppo sanguigno è A.
Anna Kyoyama (恐山 アンナ?, Anna Kyōyama)
Doppiata da: Megumi Hayashibara (serie 2001 e 2021) (ed. giapponese), Emanuela Pacotto (serie 2001 e 2021) (ed. italiana)
È la fidanzata di Yoh e sua promessa sposa. Lo allena duramente: se lui diventerà Shaman King, le chiederà di sposarlo e lei sarà la Regina degli Sciamani. Anna tiene molto a Yoh, anche se si dimostra forte e autoritaria. È una medium, capace di richiamare gli spiriti grazie alle perle della sua collana. È anche una reishi, un essere capace di leggere nel pensiero delle persone. Per questo quando era piccola il suo cuore era pieno di odio e lei era in grado di creare dei demoni, gli Oni. Yoh l'ha salvata, ma nell'anime del 2001 la storia è diversa: la medium ha aiutato il protagonista distruggendo degli spiriti malvagi, e in cambio si è fatta promettere da lui che l'avrebbe sposata.
Inoltre il "vero" potere di Anna non viene mai rivelato, ma sappiamo che con esso riesce a sconfiggere l'Over Soul Kobaku di Hao e a schiaffeggiare il gemello di Yoh.
Manta Oyamada (小山田 まん?, Oyamada Manta)
Doppiato da: Inuko Inuyama (serie 2001 e 2021) (ed. giapponese), Patrizia Scianca (serie 2001 e 2021) (ed. italiana)
Apre il manga e funge da osservatore razionale degli eventi. Manta è il migliore amico di Yoh, ed è un brillante ragazzino molto interessato allo studio, tanto da portarsi sempre con sé la sua fidata enciclopedia. È il rampollo della famiglia Oyamada, che possiede la omonima multinazionale di elettronica. Nonostante la sua bassa statura (sebbene impossibile a livello anatomico, viene indicata come 80 cm), ha anche lui quattordici anni, ed è nato il 5 settembre, perciò è del segno della Vergine. Il suo gruppo sanguigno è 0 e il suo piatto preferito la lingua stufata di bue. Manta frequenta l'Istituto Privato Shinra insieme a Yoh e, in seguito, Anna. Appare spesso come un fifone e timido, ma ha dimostrato molte volte di essere coraggioso. Burlone e giocherellone e fa spesso le battute.
Sebbene nel manga sia solo in grado di vedere gli spiriti, nella puntata I cattura spiriti dell'anime Manta viene posseduto da Mosuke, il vecchio amico di Amidamaru. In un'altra puntata seguente, quindi, Manta riesce a usare l'Over Soul (forma spirito) usando come arma un martello e come spirito Mosuke, dimostrando di avere capacità sciamaniche.

## I livelli dello spirito

Lo spirito di Amidamaru nell'anime del 2001

### Possessione
Uno spirito, in genere malvagio o con cattive intenzioni, possiede il corpo di una persona senza che questa ne abbia il controllo. Non è un'abilità sciamanica e lo spirito può possedere chiunque.

### Unione con lo spirito
Ogni sciamano è in grado di vedere gli spiriti ed è, inoltre, in grado di unirsi con il proprio spirito custode o anche con altri spiriti che accettino di mettere al servizio dello sciamano le loro abilità. La forma di unione è una specie di possessione del corpo da parte dello spirito, ma controllata. Lo sciamano resta cosciente e ha il pieno controllo di sé stesso usufruendo, però, delle abilità che lo spirito aveva quando era in vita. Questo stato di unione, nel caso degli spiriti poco amichevoli, può anche essere surclassata dallo spirito che sopprime la personalità dello sciamano controllando interamente il corpo. In questo caso, una particolare forza di volontà può interrompere il controllo ed espellere lo spirito avverso. Per alcuni sciamani, l'unione rappresenta una sottomissione dello spirito, come pensava Ren Tao, per altri uno stato di collaborazione e di amicizia con il proprio spirito.

### Controllo dello spirito
Invece di immettere nel proprio corpo lo spirito, esso viene immesso all'interno di un oggetto o un'arma. Questo tipo di possessione fa in modo di far incarnare lo spirito attraverso qualcosa di materiale e fargli prendere forma reale e consistente. L'oggetto in cui lo spirito viene riversato prende alcuni tratti caratteristici e alcuni dei poteri dello spirito; questo stadio comprende diversi livelli.
All'inizio lo spirito in questo stato non può parlare, e il livello di forza e potere che l'oggetto eredita dallo spirito è basso.
Man mano che il livello dello sciamano aumenta, lo spirito ha più presenza e forza in questo stadio e l'oggetto aumenta i tratti caratteristici dello spirito e la quantità di energia emessa. Il controllo dello spirito consuma una particolare tipologia di energia che lo sciamano possiede, chiamata furyoku ("potere medianico" nella traduzione italiana della Final Edition). Essa aumenta con la forza e l'esperienza dello sciamano, e rappresenta anche la forza dello sciamano stesso. Il furyoku viene speso per infondere l'energia dello spirito all'interno dell'oggetto o dell'arma; in base alla quantità di furyoku inserito, l'arma o l'oggetto acquisisce sempre più forza e sempre più tratti caratteristici dello spirito incanalato al suo interno, fino a prendere la forma dello spirito, in dimensioni colossali. Il furyoku non si esaurisce nel tempo ma, se il controllo dello spirito viene interrotto, servirà altro furyoku per creare un nuovo controllo. L'oggetto usato per creare il controllo dello spirito viene chiamato mezzo.

### Fusione con lo spirito
Parla per la prima volta di questo tipo di tecnica Choko Love, uno degli ultimi acquisti della squadra di Yoh e i suoi amici. Lui è in grado di eseguire il controllo dello spirito prendendo al contempo parte dei poteri e delle abilità del suo spirito custode, come l'agilità di un ghepardo, il fiuto, la velocità tenendo contemporaneamente l'energia dello spirito sugli artigli che ha sulle dita che gli conferiscono la forza nello scontro.

### Controllo dello spirito gigante
È un livello avanzato del normale controllo dello spirito. Quando il furyoku dello sciamano diventa incredibilmente elevato, esso si può permettere di incanalare moltissimo furioku nel proprio mezzo sino a generare una riproduzione gigante del proprio spirito. Esso combatte poi, proprio come se fosse fisico, reale e tangibile ma, esattamente come qualsiasi controllo dello spirito, un colpo particolarmente potente può spezzarlo rendendo necessario creare un nuovo controllo. Solitamente gli spiriti, come ad esempio Bason di Tao Ren o Kororo di Horo Horo, cambiano aspetto durante il controllo dello spirito gigante diventando più simili a robot giganti.

### Controllo del doppio spirito
Non è un vero e proprio livello di utilizzo dello spirito. Esattamente come la fusione o il controllo dello spirito gigante è una variante del controllo dello spirito. Questa variante si vede per la prima volta in Ryu che possiede due spiriti: Tokageroh e lo Yamata no Orochi. Ryu trova il modo di controllare contemporaneamente entrambi gli spiriti inserendo lo Yamatano nei capelli di Tokageroh conferendogli un'abilità simile ai capelli della gorgone, capelli fatti di serpenti che possono, all'occorrenza, attaccare, colpire, afferrare o difendere.

### Doppio mezzo
Avviene solo quando uno sciamano diventa incredibilmente forte e ha un'incredibile quantità di furyoku. Avendone enormi quantità, esso ne mette parte in un oggetto e parte in un altro usando come tramite lo stesso spirito che, non potendosi duplicare, fonde i due mezzi creandone uno solo estremamente potente. Secondo le dichiarazioni di Anna, si possono utilizzare molti mezzi insieme per aumentare esponenzialmente il mezzo e la forza del proprio attacco. Il risultato del doppio mezzo è una fusione degli aspetti dei due mezzi e dello spirito in una versione molto elaborata.

### Le cinque punte della stella
L'unico sciamano che ha raggiunto questo livello è Hao Asakura. Consiste nel raggiungere un controllo fisico e spirituale di tutti e cinque gli elementi della natura: fuoco, acqua, legno, metallo e terra. Avendo acquisito il controllo di tali elementi, Hao è divenuto capace di prevenire la sua morte permanente e controllare le circostanze della propria reincarnazione. Per ottenere questo potere Hao ha dovuto superare i settantacinque signori dell'Inferno e raggiungere Taizan Kuzun, stipulare un patto con lui e così apprendere il suo rituale che consiste nella capacità di far risorgere i morti o di reincarnarsi a proprio piacimento più forte e potente. Hao ha usato questa dote per reincarnarsi ogni 500 anni e poter così partecipare allo Shaman Fight per ottenere lo Spirit King. Hao ha usato questo rituale due volte, la prima per incarnarsi in un membro della tribù dei Patch e rubare lo Spirito del Fuoco e la seconda come gemello di Yoh Asakura.

## Media

### Manga
Il manga Shaman King è stato scritto da Hiroyuki Takei e pubblicato sulla rivista Weekly Shōnen Jump in Giappone. Conta 289 capitoli raccolti in 32 volumi e circa 16 capitoli extra, e alla fine un breve racconto conclusivo chiamato Le Terme di Funbari. Nel 2008, il manga è stato ristampato in Giappone nella versione kanzenban, in cui Takei ha riveduto e corretto numerose tavole e ha disegnato 16 capitoli aggiuntivi che costituiscono un nuovo e più completo finale dell'opera. In totale sono stati pubblicati 27 volumi, pubblicati sul mercato da marzo 2008 ad aprile 2009 a cadenza bisettimanale. Nel 2018, Kōdansha (nuova proprietaria della serie di Shaman King) ha pubblicato in formato e-book una nuova edizione definitiva (kanketsuban) dell'opera, contenente il materiale precedentemente raccolto nella kanzenban; dal 17 giugno 2020 al 15 aprile 2021 è stata pubblicata la versione cartacea della nuova edizione che conterà 35 tankōbon messi in vendita tre alla volta con cadenza mensile (fatta eccezione per giugno 2020, in cui ne sono stati messi in vendita cinque).
In America del Nord il manga è stato pubblicato inizialmente da Viz Media a capitoli sulla rivista mensile Shōnen Jump a partire dal 2003, ma ha smesso di uscire nel settembre 2007 per permettere la pubblicazione più frequente degli albi monografici. In seguito la serie è stata edita solo in volumi rilegati, concludendo la pubblicazione il 4 gennaio 2011. A ottobre 2020, ComiXology e Kodansha USA hanno pubblicato digitalmente l'edizione Kōdansha composta da 35 e-book; dal 23 marzo 2021 al 7 marzo 2023, con cadenza mensile, è stata pubblicata la versione cartacea della suddetta edizione sotto forma di 11 volumi omnibus 3-in-1 da 600 pagine. Entrambe le edizioni sono caratterizzate da alcune censure grafiche, riguardanti in particolare i testicoli di Ponchi e le labbra di Chocolove, e per quest'ultimo è utilizzato il suo nome del doppiaggio 4Kids, Joco.
In Italia, il manga è stato pubblicato all'interno della collana mensile Dragon della casa editrice Star Comics in 32 volumi dal 3 giugno 2003 al 4 settembre 2006. La traduzione dei testi è stata curata da Yupa. Una ristampa intitolata Perfect Edition, basata sull'edizione kanzenban giapponese di 27 volumi, è stata pubblicata sempre da Star Comics dal 3 novembre 2010 al 2 gennaio 2013 con cadenza mensile. Sempre Star Comics ha pubblicato con cadenza mensile la Final Edition, basata sulla kanketsuban di Kōdansha di 35 volumi, dal 31 marzo 2021 al 14 settembre 2022.

#### Sequel e spin-off
Il 10 novembre 2011, una serie di one-shot chiamati "zero stories" che narrano in maniera più dettagliata il passato di Yoh Asakura e degli altri personaggi ha iniziato la serializzazione sulla rivista giapponese Jump X. Nello stesso numero, dove è stata pubblicata la prima "zero story", Shūeisha ha annunciato la pubblicazione di un sequel al manga intitolato Shaman King Flowers (シャーマンキングFLOWERS?, Shāman Kingu Furawāzu) a partire dal 10 aprile 2012; la serie narra le vicende di come Hana Asakura sia diventato uno sciamano. Entrambe le serie si sono concluse nel numero di Jump X del 10 ottobre 2014. Le varie "zero stories" sono state poi raccolte in due volumi tankōbon intitolati Shaman King: Zero, i quali sono usciti rispettivamente il 10 maggio 2012 e il 19 gennaio 2015. Invece i capitoli della serie Flowers sono stati raggruppati in sei volumi usciti tra il 10 agosto 2012 e il 19 dicembre 2014. Successivamente l'editore Kōdansha ha ripubblicato entrambe le serie in un nuovo formato.
Nel dicembre 2017, sempre Kōdansha ha annunciato la pubblicazione di un nuovo arco narrativo sulla rivista Shonen Magazine Edge. Quest'ultimo porta il nome di Shaman King: The Super Star (シャーマンキングスーパースター?, Shāman Kingu Sūpā Sutā), il quale è preceduto da tre capitoli che fungono da prologo usciti il 17 aprile 2018, mentre la storia regolare ha avuto inizio solamente il 17 maggio successivo. Il primo volume tankōbon è uscito il 15 novembre 2018. Il manga è andato in pausa da dicembre 2018 a giugno 2019, per un totale di sei mesi. Nel terzo volume reso disponibile sul mercato il 17 dicembre 2019, viene annunciato che la storia si sta avvicinando al suo climax. L'opera è andata di nuovo in pausa a fine settembre 2021.
Un manga spin-off intitolato Shaman King: Red Crimson (シャーマンキングレッドクリムゾン?, Shāman Kingu Reddo Kurimuzon) e disegnato da Jet Kusamura, è stato lanciato su Shonen Magazine Edge il 15 giugno 2018. Il primo volume tankōbon è stato pubblicato il 15 novembre 2018. Dopo un'interruzione tra gennaio e maggio 2019, Red Crimson si è concluso il 17 gennaio 2020, con il quarto e ultimo volume uscito il 17 marzo 2020. Un altro spin-off, sempre a cura di Kusamura, intitolato Shaman King: Marcos (シャーマンキングマルコス?, Shāman Kingu Marukosu), è stato pubblicato dal 17 aprile 2020 al 17 giugno 2022 su Shonen Magazine Edge.
Un altro spin-off illustrato da Kyō Nuesawa, intitolato Shaman King & a garden (SHAMAN KING & a garden?), è iniziato sul numero di gennaio 2021 della rivista shōjo Nakayoshi di Kōdansha, pubblicato il 1º dicembre 2020. Il primo volume tankōbon è uscito il 15 aprile 2021.
In Italia sia Shaman King: Zero che Shaman King Flowers sono stati pubblicati da Star Comics, il primo dal 2 novembre 2013 al 1º ottobre 2015, il secondo dal 2 aprile 2014 al 2 luglio 2015. Lo stesso editore ha pubblicato Shaman King: Red Crimson dal 28 settembre 2022 al 4 gennaio 2023.

### Anime

#### Serie 2001
Durante la pubblicazione del manga fu prodotta una serie anime, diretta da Seiji Mizushima, co-produttore di TV Tokyo, Nihon Ad Systems e Xebec, e trasmessa su TV Tokyo. In una fase iniziale della produzione, Takei stesso ha aiutato lo staff dell'anime. Tuttavia, ha presto lasciato lo staff a causa dei suoi limiti di tempo mentre lavorava al manga. La serie adatta i primi novanta capitoli dell'opera cartacea, dopodiché prosegue con una trama originale. Nel settembre 2020, Mizushima ha affermato che il motivo per cui la seconda parte dell'anime era diversa dal manga non era stata una sua decisione ma una richiesta da parte di Shūeisha.
In Giappone la prima serie andò in onda su TV Tokyo dal 4 luglio 2001 al 25 settembre 2002 per un totale di 64 episodi a cui si aggiungo 3 speciali riassuntivi. Le sigle di apertura originali sono Over Soul (ep. 1-34) e Northern Lights (ep. 35-64) entrambe cantate da Megumi Hayashibara mentre quelle di chiusura sono Trust You (ep. 1-34), Omokage (ep. 35-63) entrambe di Megumi Hayashibara e Tamashii kasanete (ep. 64) di Yuko Sato.
La serie animata è stata acquistata dagli Stati Uniti, dove la 4Kids Entertainment ha modificato gli episodi con numerosi tagli e censure nelle scene, nei dialoghi, nei nomi di alcuni personaggi e nella colonna sonora. Di conseguenza l'edizione italiana segue quella statunitense, mantenendo però gran parte dei nomi dell'edizione originale. I tre special sono tuttora inediti in Italia.
In Italia è stata trasmessa su Italia 1 dal 29 agosto 2005, inizialmente il lunedì, mercoledì e venerdì all'ora di pranzo, ma con l'anno nuovo fu spostata tutti i sabati mattina a partire dal 14 gennaio 2006, finendo per concludersi il 1º aprile dello stesso anno. In seguito l'anime è stato replicato su Jetix dall'11 settembre 2006 (tutti i giorni) e poi su Italia 2 a partire dall'8 luglio 2011 all'interno del contenitore Wonder Jap (ogni venerdì sera). I primi 16 episodi sono stati raccolti in DVD da One Movie nel corso del 2006. Il doppiaggio italiano è stato curato dalla Merak Film di Milano sotto la direzione di Guido Rutta. L'adattamento dei dialoghi dell'edizione italiana è stato effettuato da Marina Attilio, Achille Brambilla, Guido Rutta, Francesca Bielli e Laura Brambilla. Nella versione italiana, su Italia 1 e Italia 2, è stata adoperata la sigla italiana intitolata Shaman King cantata da Marco Masini mentre su Jetix e nell'edizione in DVD quella statunitense, To be Shaman King.

#### Serie 2021
All'Otakon 2015, l'ex presidente di Madhouse e poi presidente di MAPPA, Masao Maruyama ha espresso il suo desiderio di lavorare ad un reboot di Shaman King. Il 14 febbraio 2017, Hiroyuki Takei rivela su Twitter di aver rifiutato i piani per la realizzazione di una nuova serie animata basata sul suo manga poiché era faticoso utilizzare le voci e musiche originali dell'anime del 2001 a causa dei costi del budget.
Nel giugno 2020 venne annunciato che ci sarebbe stato un nuovo adattamento anime di tutti i volumi del manga e che sarebbe stato trasmesso a partire dal 1º aprile 2021 su TV Tokyo e altre emittenti affiliate; la trasmissione si è conclusa il 21 aprile 2022. L'anime è prodotto dallo studio Bridge e diretto da Joji Furuta, la sceneggiatura invece è affidata a Shōji Yonemura, mentre la colonna sonora è curata da Yūki Hayashi. Yōko Hikasa è la doppiatrice di Yoh Asakura, mentre Megumi Hayashibara, Katsuyuki Konishi e Minami Takayama sono tornati a reinterpretare i rispettivi ruoli di Anna Kyoyama, Amidamaru e Hao Asakura come nella serie del 2001. I diritti internazionali sono stati acquistati da Netflix. La serie presenta un totale di 52 episodi. Le sigle di apertura e chiusura sono, rispettivamente, Soul Salvation e #Boku no yubisaki (#ボクノユビサキ?) (ep. 1-13) cantate da Megumi Hayashibara. Successivamente sono stati adoperati i brani Get up! Shout! di Nana Mizuki in apertura e Adieu di Yui Horie in chiusura. La terza sigla di chiusura è invece Hazuki del gruppo saji. La quarta sigla di chiusura è Courage Soul di Yōko Hikasa.
In Italia la serie è stata distribuita da Netflix dal 9 agosto 2021 al 26 maggio 2022. Il doppiaggio italiano è stato curato dalla Iyuno - SDI Group sotto la direzione di Pino Pirovano. L'adattamento dei dialoghi dell'edizione italiana è stato effettuato da Achille Brambilla, Dominique Evoli, Anna Grisoni, Laura Cherubelli e Pino Pirovano.

### Videogiochi
Dalla serie sono stati tratti diversi videogiochi.
I primi due della saga sono Shaman King Chou Senjiryokketsu: Meramera Version e Shaman King Chou Senjiryokketsu: Funbari Version, sviluppati da Studio Saizensen e pubblicati da King Records il 21 dicembre 2001 per Game Boy Color solamente in Giappone. Entrambi sono degli strategici a turni basati su delle carte, i titoli presentano alcune differenze a seconda della versione giocata, ma il gameplay rimane il medesimo. Al momento dell'uscita, i quattro recensori della rivista Famitsū hanno dato un punteggio di 25/40.
Alcuni mesi dopo uscì Shaman King: Spirit of Shamans, un picchiaduro a incontri sviluppato da Dimps e pubblicato da Bandai il 6 giugno 2002 come uno degli ultimi titoli per PlayStation, anche in questo caso solo in madre patria. Tale titolo ricevette un punteggio di 26/40 da Famitsū. Nel corso dello stesso anno arrivarono anche Shaman King Chou Senjiryokketsu 2 per Game Boy Advance il 26 luglio, il quale funge da seguito al primo capitolo uscito su Game Boy Color e che ricevette un punteggio di 25/40 da Famitsū, Shaman King: Mirai no ishi per WonderSwan Color il 29 agosto, il quale ricevette un punteggio di 27/40 da Famitsū, e che rappresenta il primo gioco di ruolo della serie ed infine Shaman King: Chou Senjiryokketsu 3, terzo ed ultimo capitolo della saga omonima, uscito il 13 dicembre sempre su Game Boy Advance. Come per i casi precedenti, anche questi videogiochi rimasero confinati in Giappone.
Il 28 marzo 2003 venne distribuito Shaman King: Soul Fight per GameCube, un picchiaduro in 3D in cel-shading. Nel videogioco sono compresi ventisei personaggi e cinque modalità di gioco fra cui scegliere: Storia, Shaman Fight, Tutorial, Shaman King e Omake. Shaman King: Soul Fight! è l'unico titolo della serie ad essere stato sviluppato dalla Tuning Electronic, un'azienda specializzata nei videogiochi a basso budget. Un titolo piuttosto simile, Shaman King: Funbari Spirits, sbarcò su PlayStation 2 l'8 aprile 2004, che però presenta dei classici incontri in scenari ben meno vasti. Quest'ultimo utilizza un sistema di combattimento molto semplice, molto simile a quello dei picchiaduro 2D, nonostante si tratti di un 3D. Il gioco ha diverse modalità: sfida a due giocatori, modalità avventura, modalità mini game e una modalità a gioco libero di allenamento. Il videogioco utilizza i doppiatori originali dell'anime del 2001. Tutti i personaggi della serie sono presenti e sono utilizzabili, insieme ad alcuni realizzati appositamente per il gioco. Anche questi due giochi non sono mai usciti dal confine giapponese.
Con l'avvento della distribuzione internazionale dell'anime, arrivarono alcuni titoli destinati esclusivamente al mercato americano ed europeo. Il primo di questi è Shaman King: Power of Spirit, uscito il 9 novembre 2004 in Nord America e il 25 novembre 2005 in Europa su PlayStation 2, è un gioco di ruolo alla giapponese. Konami distribuì anche Shaman King: Master of Spirits il 9 novembre 2004 e il 16 settembre 2005, rispettivamente in Nord America e in Europa, per Game Boy Advance. Si tratta di un'avventura dinamica, più precisamente appartenente al sottogenere metroidvania, con meccaniche molto simili a quelle di Castlevania: Harmony of Dissonance, sempre di Konami.
Sul mercato americano giunsero due ulteriori giochi di ruolo per Game Boy Advance, Shaman King: Legacy of the Spirits, Soaring Hawk e Shaman King: Legacy of the Spirits, Sprinting Wolf, entrambi usciti l'8 febbraio 2005, si tratta anche in questo caso dello stesso gioco ma con alcune differenze a seconda della versione giocata. L'ultimo titolo videoludico della serie è Shaman King: Master of Spirits 2, seguito del primo Master of Spirits e che mantiene le stesse meccaniche di gioco, uscì il 2 agosto 2005 in Nord America e il 17 febbraio 2006 in Europa.
I personaggi della serie sono apparsi assieme ad alcuni dei protagonisti di altri manga pubblicati su Weekly Shōnen Jump nei videogiochi picchiaduro crossover Jump Super Stars e Jump Ultimate Stars entrambi per Nintendo DS.
Yoh doveva apparire originariamente nel videogioco J-Stars Victory Vs, tuttavia l'idea fu scartata nella versione finale.
Il 17 maggio 2021 è stato annunciato da Studio Z un videogioco per smartphone intitolato Shaman King: Funbari Chronicle sviluppato per i dispositivi iOS e Android. Le pre-registrazioni sono possibili a partire dal luglio successivo mentre la versione completa è uscita l'8 dicembre 2021.

## Accoglienza

### Pubblico
A novembre 2011, la serie manga originale di 32 volumi ha venduto oltre 26 milioni di copie in Giappone. A marzo 2020, il manga aveva oltre 35 milioni di copie in circolazione. A marzo 2021, il manga aveva più di 38 milioni di copie in circolazione. I nuovi volumi Shaman King Kanzenban sono stati classificati nella lista dei manga più venduti in Giappone, così come la sua guida, entrambi i volumi Zero, i primi quattro volumi di Flowers, e il primo volume di The Super Star. I volumi della serie sono stati classificati negli elenchi dei manga più venduti negli Stati Uniti come The New York Times, Nielsen BookScan e Diamond Comic Distributors. Nel 2008, Shaman King è stata la 24° miglior proprietà manga del Nord America secondo ICv2, sulla base delle vendite per l'intero anno 2008. L'adattamento anime del 2001 è stato anche presentato più volte nella classifica della TV giapponese, con l'ultimo episodio con uno share del 9,5%. Shaman King è stato votato il sesto miglior anime del 2001 dai lettori di Animage. Nel 2005, la rete televisiva giapponese TV Asahi ha condotto un sondaggio online "Top 100" e l'adattamento anime di Shaman King si è classificato al 47º posto. Inoltre, in Giappone furono vendute circa 165 milioni di carte del gioco di carte collezionabili.

### Critica
Justin Freeman di Anime News Network ha criticato il primo volume del manga in quanto faceva troppo affidamento sugli spiriti come un deus ex machina, affermando che è ciò che "pone la serie sulla strada sbagliata". D'altra parte, Alexander Hoffman di Comics Village ha dichiarato che "in questo primo romanzo, lasciare che le relazioni tra Yoh, Amidamaru e Manta si concretizzino è più importante dello sviluppo di ogni entità spirituale che si presenta". Holly Ellingwood di Active Anime ha detto di essere affascinata da come era Takei capace di prendere diversi miti e credenze culturali e di "fonderli con gli sfondi dei personaggi". Lori Henderson di Manga Life ha citato il fatto che ogni personaggio, anche i cattivi, "ha un motivo per combattere" e le loro "lotte interne" così come i combattimenti stessi sono la ragione principale per cui considerate Shaman King come "un titolo divertente". Un recensore di The Star ha elogiato lo sviluppo dei personaggi e la capacità di Takei di crearne "di nuovi interessanti in ogni volume", lodando "il loro retroscena e le loro personalità uniche". John Jakala di Anime News Network ha commentato di essere rimasto colpito dalla grafica "unica", "in stile graffiti" della serie. Sebbene etichettato il suo tratto come "sciocco", Sheena McNeil di Sequential Start ha espresso che "è fluido e ben dettagliato con espressioni eccellenti". McNeil ha ritenuto che Takei abbia fatto "un lavoro meraviglioso nel portare lo sciamano ai giorni nostri, ma mantenerlo una storia di fantasia". Ellingwood ha dichiarato che "l'azione vibrante", i "colpi di scena fantasiosi e un mondo creativo" la rendono "una serie shōnen unica ed elegante".
Eduardo Chavez di Mania ha affermato che Shaman King può "premere tutti i pulsanti giusti un volume" ma "potrebbe essere una noia completa" nel successivo. Cathleen Baxter di School Library Journal ha commentato che Shaman King ha "un'azione senza sosta" con "tipici personaggi shōnen e stili di battaglia". La trama è "facile da seguire e manterrà l'interesse del lettore". Margaret Veira di Active Anime, tuttavia, ha sostenuto che la trama diventa più complessa con il progredire della serie, mentre il critico di fumetti Jason Thompson lo ha commentato dal volume 20 "sembrava deviare dai binari". Secondo il critico oltre a un calo delle stile di disegno è diminuito anche il numero dei combattimenti; Thompson ha scritto: "il loro nemico ... può essere imbattibile solo con la forza, quindi la trama si allontana dalle battaglie e si sposta verso tradimenti inaspettati, relazioni tra i personaggi e schemi intelligenti (e confusi), piuttosto che semplici tecniche di combattimento". L'ultimo volume, in particolare, "potrebbe lasciare alcuni lettori a sentirsi imbrogliati", ha detto Leroy Douresseaux di Comic Book Bin. Anche Thompson è rimasto deluso dalla conclusione del 2004, ma ha scritto che la versione kanzenban ha "un grande finale", il cui "climax trascendentale non è molto diverso da Akira di Katsuhiro Ōtomo, o per molti fumetti americani sugli esseri con il potere supremo".
Francesca Guarracino di MangaForever recensì i primi quattro volumi della Perfect Edition trovando il tratto di Takei come pulito e spesso, vantava di uno stile accattivante che si faceva notare per la semplicità delle linee e la pulizia del segno. Le scenografie si rivelavano essenziali, così come anatomie, che davano vita a figure che variavano dal grottesco al chibi, con una propensione alla rappresentazione in stile deformed, senza trascurare i dettagli distintivi di ciascun personaggio. Secondo Guarracino l'edizione kanzenban presentava numerose rifiniture, con una maggior cura degli sfondi e del costume design, grazie a un migliore uso di retini e sfumature che donavano profondità senza appiattirle, finendo per porre rimedio all'eccessiva semplicità che caratterizzava la prima versione. Le tavole erano ordinate ma dinamiche, con una regia in grado di enfatizzare in modo efficace le vicende, garantendo la scorrevolezza delle sequenze d'azione, per pagine di ampio respiro e di massima leggibilità. Ognuno dei personaggi era ben caratterizzato e definito, puntando su una serie di elementi classici, che risultavano piacevolmente amalgamati tra loro, in linea con lo stile che caratterizzava da sempre le storie pubblicate su Shōnen Jump. L'iniziale struttura episodica cede velocemente spazio a una trama di più ampio respiro, che già dal secondo volume si strutturava in modo compiuto, lasciando intravedere la linea di fondo che guidava lo sviluppo della storia, che peraltro procedeva con un ritmo sostenuto che catturava l'attenzione del lettore. Shaman King si rivelava una lettura piacevole e fresca, con la giusta dose di umorismo e azione, a cui si andava ad aggiungere una serie di personaggi stravaganti che non potevano non conquistare il lettore.
Jessica Lazzarotti di Everyeye.it trovò che alcuni aspetti che avevano contribuito a rendere Shaman King uno dei manga più apprezzati erano l'incredibile maturità del protagonista, la cui saggezza in più occasioni confortava anche il suo spirito, così come l'arte di Takei, caratterizzata da occhi espressivi, linee spesse che risaltavano sulla pagina, insieme alla spiccata capacità dell'autore di creare character design unici e divertenti. Lazzarotti lodò anche gli sfondi, che l'autore riusciva a rendere parte fondamentale di una scena, dando un tono misterioso alla vignetta. L'autore dimostrava in più occasioni che cosa significava creare eccellenti character design e sfondi artistici. Nel 2020 Shaman King era capace ancora di dimostrare di avere una personalità propria e stile a livelli incredibile, tanto che molti manga usciti nel corso degli anni successivi non potevano reggere il confronto. La redattrice trovò un peccato che l'opera non sia riuscita ad avere il medesimo successo di altre uscite contemporaneamente.